# سی.آی.دی (فیلم ۱۹۹۰)
سی. آی. دی (به انگلیسی: C.I.D.) فیلمی محصول سال ۱۹۹۰ و به کارگردانی آجی گوئل است. در این فیلم بازیگرانی همچون وینود کانا، آمریتا سینگ، سورش اوبروی، جوهی چاولا، آفتاب شیودسانی، کیران کومار و آلوک نات ایفای نقش کرده‌اند.